# Vladimir Seliviorstov
Vladimir Viatcheslavovitch Seliviorstov (en russe : Владимир Вячеславович Селивёрстов), né le 1er août 1973 dans l'oblast de Vladimir, est un général russe.

## Biographie
Issu du milieu rural, il fait son premier saut en parachute le 17 avril 1991 dans le cadre de la DOSAAF (une préparation militaire) quand il était étudiant à l'école d'agriculture de Souzdal. Il fait son service militaire en 1992 dans les toutes nouvelles Forces armées russes, et intègre l'École supérieure de commandement aéroportée de Riazan, dont il sort diplômé en 1997 avec rang d'officier dans les troupes aéroportées. En 1999, il est en mission de maintien de la paix au Kosovo. En 2010, il passe par l'Académie des forces armées à Moscou. Affecté au 45e régiment des forces spéciales (les spetsnaz aéroportés), il y sert durant 17 ans, participant à la seconde guerre de Tchétchénie (1999-2000) et à la guerre russo-géorgienne (2008). Le 25 décembre 2014, le lieutenant-colonel Seliviorstov reçoit le titre de héros de la fédération de Russie.
Il mène le régiment aéroporté Kostroma aux défilés de la victoire les 9 mai 2018 et 2019.
Devenu colonel, il a commandé successivement le 331e régiment aéroporté de la Garde (2018-2019) à Kostroma, puis la 31e brigade d'assaut aéroporté de la Garde (2020-2021) à Oulianovsk et enfin la 106e division aéroportée de la Garde (2021-2023) à Toula. En juin 2023, il obtient le grade de major-général.
En juillet 2023, il est démis de ses fonctions à la suite de critiques publiques sur les conditions de vie de ses soldats,,.

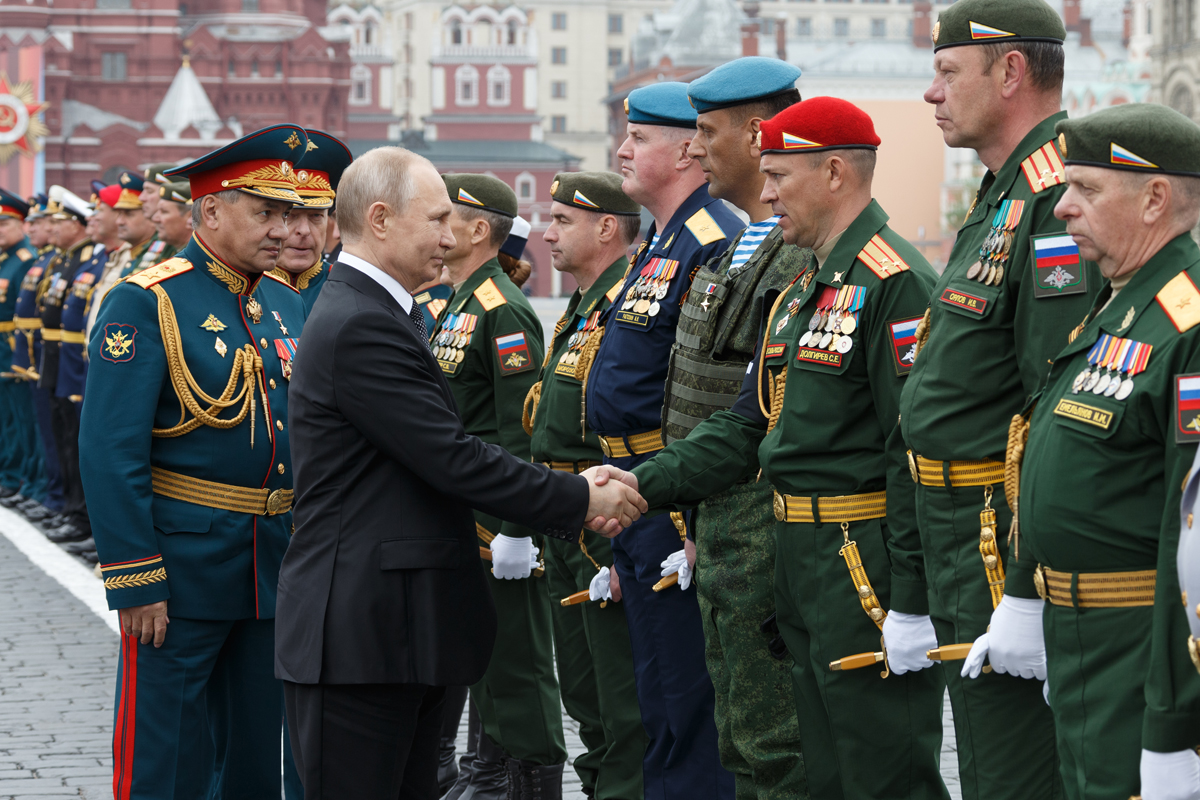
Le colonel Seliviorstov à la fin du défilé militaire sur la Place Rouge le 9 mai 2019 serrant la main de Poutine.